# 佐賀市立川上小学校
佐賀市立川上小学校（さがしりつ かわかみしょうがっこう）は、佐賀県佐賀市大和町大字東山田にある小学校。

## 概要
歴史
1875年（明治8年）創立の小学校2校（河崎・池久）が1891年（明治24年）に統合。現校名になったのは2005年（平成17年）。2025年（令和7年）には創立150周年を迎える。
校章
桜の花弁を背景にして、中央に校名の「川上」の文字（縦書き）を配している。
校歌
歌詞は3番まであり、各番の歌詞中に校名の「川上小学校」が登場する。
通学区域
佐賀市大和町のうち、「大字川上、大字東山田、大字池上、大字久留間」。中学校区は佐賀市立大和中学校。

## 沿革
- 1875年（明治8年） - 佐賀郡4村（東山田・川上・池上・久留間）に1校ずつ小学校が設置される。
- 1883年（明治16年）
  - 東山田小学校と川上小学校を統合の上、「河崎小学校」となる。
  - 池上小学校と久留間小学校を統合の上、「池久小学校」となる。
- 1886年（明治19年）- 小学校令施行により、尋常科（4年制）・高等科（4年制）を設置の上、「高等科併置 尋常河崎小学校」・「高等科併置 尋常池久小学校」に改称。
- 1889年（明治22年）4月1日 - 町村制施行に伴い、佐賀郡4村（東山田・川上・池上・久留間）が合併の上、川上村が成立。
- 1890年（明治23年）4月 - 川上・春日・高木瀬・金立・久保泉・松梅6ヶ村組合 高等春日小学校が創立されたため、両小学校は尋常科のみとなる。
- 1891年（明治24年）4月 - 両小学校（河崎・池久）を統合の上、「尋常川上小学校」と改称。現在地に校舎を新築の上、移転を完了。
- 1892年（明治25年）4月 - 「川上尋常小学校」に改称。
- 1901年（明治34年）4月 - 春日高等小学校を運営する組合から脱退し、高等科（4年制）を併置の上、「川上尋常高等小学校」に改称。
- 1908年（明治41年）4月 - 改正小学校令により、尋常科（義務教育）が4年制から6年制に変更となり、尋常科5年を新設。
- 1909年（明治42年）4月 - 尋常科6年を新設。
- 1941年（昭和16年）4月 - 国民学校令施行により、「川上村国民学校」に改称。尋常科を初等科に改める。
- 1947年（昭和22年）4月1日 - 学制改革が行われる。
  - 川上村国民学校の初等科は、新制小学校「川上村立川上小学校」に改組・改称。
  - 川上村国民学校の高等科は、青年学校普通科とともに、新制中学校「川上村立川上中学校」に改組・改称。小学校に併設される。
- 1948年（昭和23年）3月31日 - 青年学校が廃止される。
- 1955年（昭和30年）4月16日 佐賀郡3村（春日・川上・松梅）が合併し、大和村が発足。これにより「大和村立川上小学校」に改称。
- 1958年（昭和33年）3月31日 - 大和村立大和中学校への統合により、大和村立川上中学校が閉校。ただし、中学統合校舎完成までの間は、「川上校舎（西校舎）」として存続。
- 1959年（昭和34年）1月1日 - 町制施行により、「大和町立川上小学校」に改称。
  - この年 - 中学校統合校舎が完成し、「春日校舎」は廃止の上、小学校に移管される。
- 1962年（昭和37年）12月 - 完全給食を開始。
- 1967年（昭和42年）7月 - プールが完成。
- 1970年（昭和45年）8月 - 鉄筋コンクリート3階建て管理棟1棟が完成。
- 2005年（平成17年）10月1日 - 合併により、「佐賀市立川上小学校」（現校名）に改称。

## 交通
最寄りの鉄道駅
- JR九州 長崎本線 「鍋島駅」

最寄りのバス停留所
- 昭和バス 東山田線「中極」停留所

最寄りの幹線道路
- 佐賀県道212号川上牛津線
- 長崎自動車道 「佐賀大和IC」

## 周辺
- 川上こども園（大久保台場跡（十二丁台場））
- 川上保育園
- 大和中央公園・花しょうぶ園・佐賀市立大和勤労者体育センター
- 佐川急便佐賀営業所
- 中極郵便局
- 佐賀市立大和中学校
- 佐賀県立大和特別支援学校
- 佐賀県立高志館高等学校
- 道の駅大和そよかぜ館
- 川上峡

## 参考資料
- 「大和町史 (PDF) 」（1975年（昭和50年11月3日, 大和町）p.418～p.427 - 佐賀市ウェブサイト

## 関連事項
- 佐賀県小学校一覧